# Alessandro Ciranni
Alessandro Ciranni (* 28. Juni 1996 in Genk) ist ein belgisch-italienischer Fußballspieler.

## Karriere

### Verein
Ciranni begann seine Karriere 2003 in der Jugend des KRC Genk. Im Oktober 2015 stand er gegen den KV Ostende erstmals im Profikader von Genk. Ohne Profieinsatz, und mittlerweile für dessen U-21 spielend wurde er im Januar 2016 in die Niederlande an den Zweitligisten MVV Maastricht verliehen. Im selben Monat debütierte er für MVV in der Eerste Divisie, als er am 20. Spieltag der Saison 2015/16 gegen Helmond Sport in der Halbzeitpause für Jarne Vrijsen eingewechselt wurde. Bis zum Ende der Leihe kam er zu zehn Einsätzen für Maastricht in der zweithöchsten niederländischen Spielklasse, zudem kam er zu zwei Einsätzen im Aufstiegsplayoff, in dem er mit seinem Verein im Halbfinale an BV De Graafschap scheiterte. Zur Saison 2016/17 wurde er fest verpflichtet. Im August 2016 erzielte er bei einem 2:1-Sieg gegen NAC Breda sein erstes Tor in der Eerste Divisie. In der Saison 2016/17 kam er zu 38 Ligaeinsätzen, zudem erreichte er mit Maastricht erneut das Playoff, in dem der Verein diesmal erst im Finale an Roda JC Kerkrade scheiterte. In der Saison 2017/18 kam er abermals zu 38 Ligaeinsätzen, in denen er drei Tore machte. In dieser Spielzeit erreichte er mit seinem Team erneut das Playoff, in dem man allerdings bereits in der ersten Runde Almere City unterlag.
Zur Saison 2018/19 wechselte Ciranni zum Erstligisten Fortuna Sittard. Sein Debüt in der Eredivisie gab er im August 2018 am ersten Spieltag jener Saison gegen Excelsior Rotterdam. Bis Saisonende kam er zu 17 Einsätzen für Sittard in der höchsten niederländischen Spielklasse. Zur Saison 2019/20 kehrte er nach Belgien zurück und wechselte zu Royal Excel Mouscron. Bis zum Saisonabbruch infolge der COVID-19-Pandemie kam er zu 18 Einsätzen in 29 möglichen Spielen in der Division 1A, in denen er zwei Tore erzielte. In der Folgesaison bestritt er 31 von 34 möglichen Spielen und schoss dabei ein Tor. Mouscron beendete diese Saison als Letzter und stieg somit in die Division 1B ab. Ciranni wechselte darauf Mitte Juni 2021 zum bisherigen Ligakonkurrenten SV Zulte Waregem, bei dem er einen Vertrag mit einer Laufzeit von drei Jahren unterschrieb. In den folgenden drei Spielzeiten absolvierte er 86 Pflichtspiele, schoss drei Treffer und stieg mit dem Verein in die Zweitklassigkeit ab. Am 18. September 2024 ging Ciranni nach kurzer Vereinslosigkeit weiter zum rumänischen Erstliga-Aufsteiger Gloria Buzău.

### Nationalmannschaft
Ciranni absolvierte im Sommer 2014 vier Testpartien für die belgische U-19-Auswahl.